# Илья (Помбал)
Илья (порт. Ilha) — район (фрегезия) в Португалии, входит в округ Лейрия. Является составной частью муниципалитета Помбал. По старому административному делению входил в провинцию Бейра-Литорал. Входит в экономико-статистический субрегион Пиньял-Литорал, который входит в Центральный регион. Население составляет 1863 человека на 2001 год. Занимает площадь 16,20 км².

## Население
| 1991  | 2001  | 2011  |
| 1 612 | 1 862 | 1 931 |